# Adenia ballyi
Adenia ballyi là một loài thực vật có hoa trong họ Lạc tiên. Loài này được Verdc. mô tả khoa học đầu tiên năm 1964.